# Zobersdorf

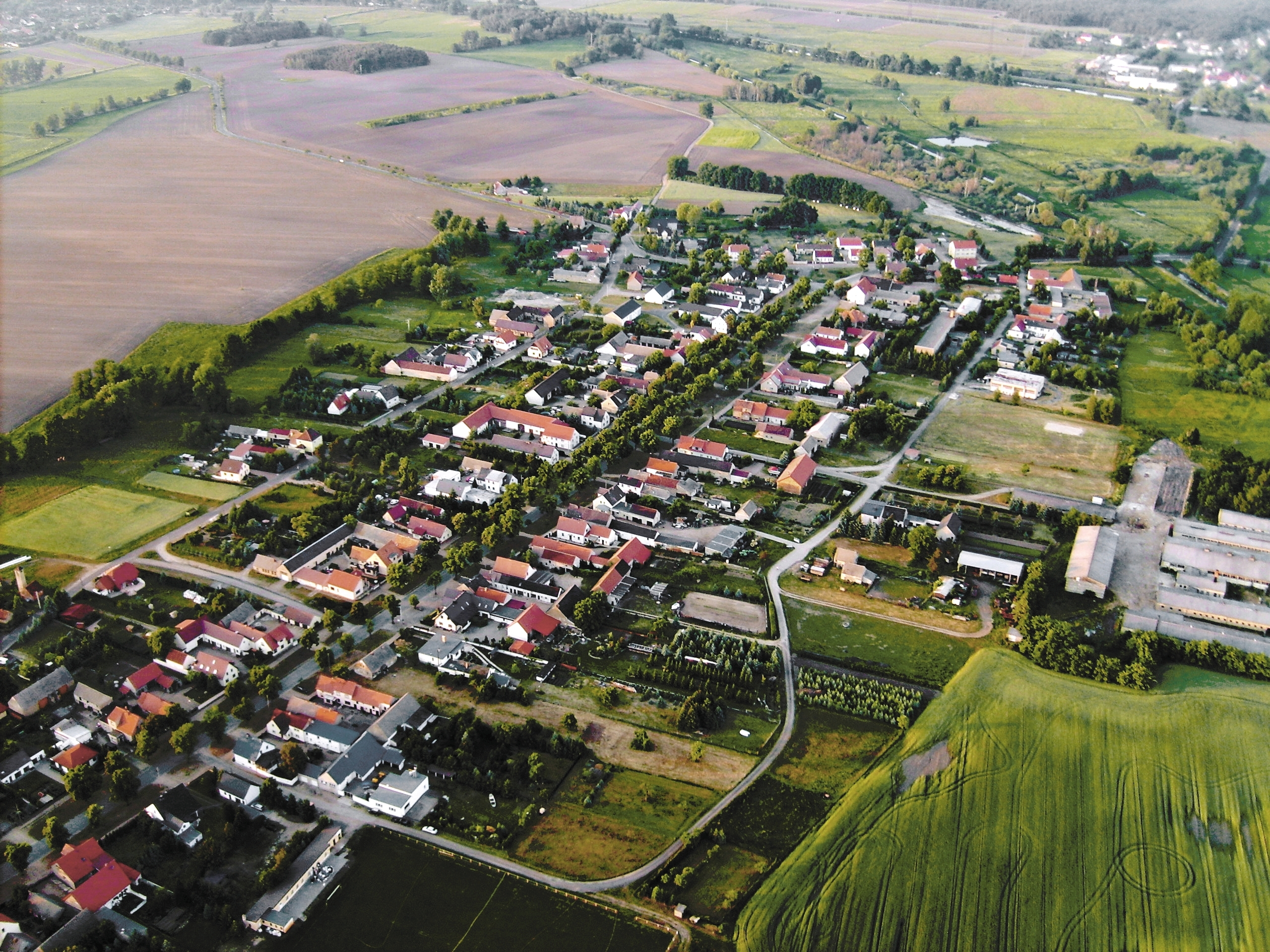
Zobersdorf

Zobersdorf auf einer geschichtlichen Karte des Kreises Liebenwerda (1910).

Zobersdorf ist ein Ortsteil der südbrandenburgischen Kurstadt Bad Liebenwerda. Er liegt mündungsnah nahe der von der Großen Röder zur Schwarzen Elster laufenden Kleinen Röder.

## Geschichte
Die erste urkundliche Erwähnung von Zobersdorf erfolgte 1376. Wie viele Gemeinden im Elbe-Elster-Gebiet hatte auch Zobersdorf unter dem Dreißigjährigen Krieg zu leiden. Besonders schwer traf es den Ort im Jahre 1637, als Truppen des schwedischen Generals Johan Banér im etwa dreißig Kilometer westlich gelegenen Torgau lagerten. Von den ursprünglich vierundzwanzig Familien überlebten schließlich nur vier den Krieg. Siebzehn Bauerngehöfte waren niedergebrannt worden.
Nach dem Dreißigjährigen Krieg wurde das Dorf neu aufgebaut. Typisch für das Ortsbild ist sein breiter Dorfanger, der ein Übergreifen von Bränden verhindern sollte.
Die sozialistische Umgestaltung der Landwirtschaft ab 1960 führte zu einer Umgestaltung der dörflichen Struktur. Die Produktion landwirtschaftlicher Erzeugnisse erfolgte nun in der LPG und ein Großteil der Einwohner fuhr zur Arbeit in Betriebe der Umgebung.
Im Zuge der Neugliederung der Gemeinden Brandenburgs wurde Zobersdorf am 6. Dezember 1993 in die benachbarte Stadt Bad Liebenwerda eingemeindet.

### Einwohnerentwicklung
| 1875 | 300 |  | 1946 | 569 |  | 1989 | 416 |  | 1995 | 382 |  | 2001 | 370 |  | 2007 | 332 |  | 2013 | 297 |
| 1890 | 310 |  | 1950 | 546 |  | 1990 | 412 |  | 1996 | 383 |  | 2002 | 360 |  | 2008 | 324 |  | 2014 | 296 |
| 1910 | 350 |  | 1964 | 440 |  | 1991 | 397 |  | 1997 | 385 |  | 2003 | 363 |  | 2009 | 324 |  |      |     |
| 1925 | 370 |  | 1971 | 445 |  | 1992 | 391 |  | 1998 | 381 |  | 2004 | 352 |  | 2010 | 326 |  |      |     |
| 1933 | 392 |  | 1981 | 418 |  | 1993 | 385 |  | 1999 | 382 |  | 2005 | 345 |  | 2011 | 319 |  |      |     |
| 1939 | 417 |  | 1985 | 418 |  | 1994 | 379 |  | 2000 | 379 |  | 2006 | 338 |  | 2012 | 312 |  |      |     |

## Wirtschaft und Infrastruktur
In Zobersdorf sind einige mittelständische Unternehmen der Landwirtschaft, aus dem Handwerk sowie des Dienstleistungsgewerbes ansässig.

## Bildung

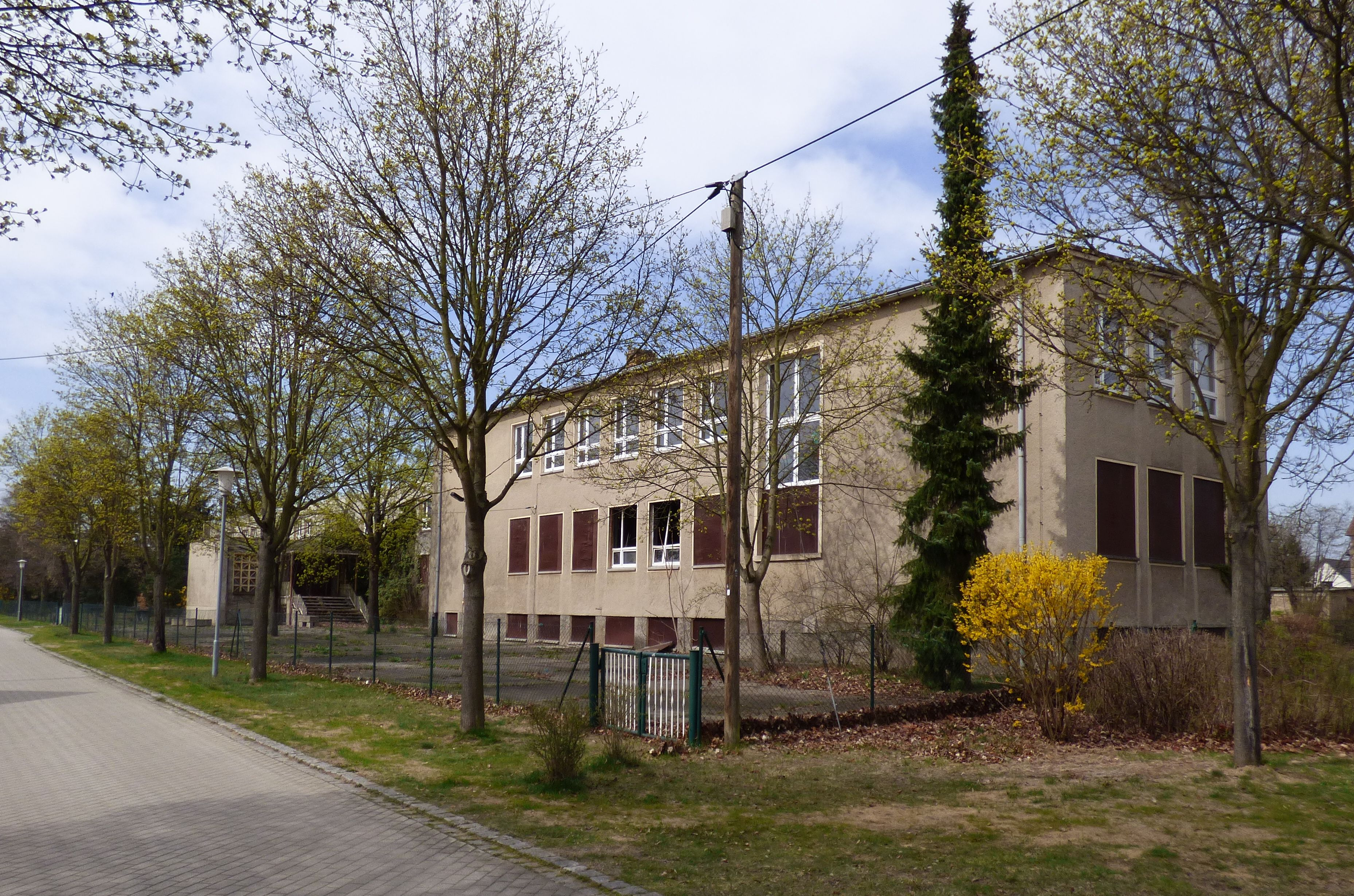
Die 2006 geschlossene Schule.

In die Grundschule Zobersdorf, deren Tradition bis ins Jahr 1909 zurückreicht, gingen auch die Schüler umliegender Gemeinden. Wegen sinkender Kinderzahlen und der Zentralisierung der Schulstandorte in Bad Liebenwerda wurde die Schule im Juni 2006 geschlossen.